# Puccinia macra
Puccinia macra ist eine Ständerpilzart aus der Ordnung der Rostpilze (Pucciniales). Der Pilz ist ein Endoparasit der Süßgrasgattung Paspalum. Symptome des Befalls durch die Art sind Rostflecken und Pusteln auf den Blattoberflächen der Wirtspflanzen. Sie kommt im nördlichen Süd- und in Mittelamerika vor.

## Merkmale

### Makroskopische Merkmale
Puccinia macra ist mit bloßem Auge nur anhand der auf der Oberfläche des Wirtes hervortretenden Sporenlager zu erkennen. Sie wachsen in Nestern, die als gelbliche bis braune Flecken und Pusteln auf den Blattoberflächen erscheinen.

### Mikroskopische Merkmale
Das Myzel von Puccinia macra wächst wie bei allen Puccinia-Arten interzellulär und bildet Saugfäden, die in das Speichergewebe des Wirtes wachsen. Aecien oder Spermogonien der Art sind nicht bekannt. Die orangen bis gelben Uredien des Pilzes wachsen meist unterseitig auf den Wirtsblättern. Ihre hell gelblichen Uredosporen sind 27–35 × 23–25 µm groß, ellipsoid bis breitellipsoid und fein stachelwarzig. Die blattunterseitig und auf Hüllrohren wachsenden Telien der Art sind schwarzbraun, pulverig und früh offenliegend. Die goldenen bis hell haselnussbraunen Teliosporen sind zweizellig, in der Regel keulenförmig und 44–53 × 24–30 µm groß. Ihre Stiele sind gelblich bis farblos und bis zu 80 µm lang.

## Verbreitung
Das bekannte Verbreitungsgebiet von Puccinia macra umfasst Mittelamerika und das nördliche Südamerika.

## Ökologie
Die Wirtspflanzen von Puccinia macra sind Paspalum candidum und P. prostratum. Der Pilz ernährt sich von den im Speichergewebe der Pflanzen vorhandenen Nährstoffen, seine Sporenlager brechen später durch die Blattoberfläche und setzen Sporen frei. Die Art verfügt über einen Entwicklungszyklus, von dem bislang lediglich Telien und Uredien sowie deren Wirt bekannt sind; Spermogonien und Aecien konnten dem Pilz nicht zugeordnet werden.